# Pseudothyone belli
Pseudothyone belli is een zeekomkommer uit de familie Sclerodactylidae.
De wetenschappelijke naam van de soort werd in 1887 gepubliceerd door Hubert Ludwig.